# Berenika (żona Antiocha II)
Berenika (ur. ok. 285–280 p.n.e., zm. ok. 246 p.n.e. w Antiochii Syryjskiej) – córka Ptolemeusza II i jego pierwszej żony Arsinoe I, siostra Ptolemeusza III Euergetesa. W 261 r. p.n.e. poślubiła króla syryjskiego Antiocha II. Po jego śmierci została zamordowana.